# Jaldhaka
Jaldhaka är ett underdistrikt i Bangladesh. Det ligger i den norra delen av landet, 290 km nordväst om huvudstaden Dhaka.
Trakten runt Jaldhaka består till största delen av jordbruksmark. Runt Jaldhaka är det mycket tätbefolkat, med 1 221 invånare per kvadratkilometer.